# Faleyras
Faleyras – miejscowość i gmina we Francji, w regionie Nowa Akwitania, w departamencie Żyronda.
Według danych na rok 1990 gminę zamieszkiwało 299 osób, a gęstość zaludnienia wynosiła 29 osób/km² (wśród 2290 gmin Akwitanii Faleyras plasuje się na 881. miejscu pod względem liczby ludności, natomiast pod względem powierzchni na miejscu 1042.).